# True Jackson, VP
True Jackson, VP (br: True Jackson / pt: True Jackson) foi uma sitcom estadunidense criada por Andy Gordon, estrelada por Keke Palmer e exibida pela Nickelodeon originalmente entre 8 de novembro de 2008 e 20 de agosto de 2011, num total de 60 episódios dividos em 3 temporadas.  A série contava a história de True Jackson, uma garota de quinze anos que se torna vice-presidente de uma famosa empresa de roupas, a MadStyle. Entre os atores principais estão: Ashley Argota, Matt Shively, Danielle Bisutti, Robbie Amell, Greg Proops e Ron Butler. O primeiro episódio da série estreou em 8 de novembro de 2008 logo após o filme iGo to Japan, e teve 4,8 milhões de telespectadores. O show era gravado no Nickelodeon on Sunset Studios em Hollywood na Califórnia.
A canção-tema da série "True Jackson, VP" é escrita pela protagonista, Keke Palmer e foi gravada em 2008, pela Nickelodeon Records. A série também é conhecida pelas participações especiais, como Justin Bieber, Jennette McCurdy, Nathan Kress e Tyler James Williams. A série já foi indicada a várias premiações importantes, porém não ganhou muitas. Foi anunciado em agosto de 2011 que a série chegou ao fim. O episódio Mystery in Peru, será o último episódio da franquia. O motivo é que os atores estão envolvidos em outros projetos.
Estreou na TV aberta brasileira, no dia 3 de setembro de 2012, na Band, pela manhã e substituindo (na parte da tarde), Drake e Josh.
Em 2021 começou a ser transmitido no canal linear Nickteen do serviço de streaming Pluto tv.

## Sinopse
True Jackson (Keke Palmer) vende sanduíches na porta do prédio de uma famosa empresa de roupas, a MadStyle junto com seu amigo Ryan (Matt Shively). Enquanto ela vendia os sanduíches, foi descoberta por Max Madigan (Greg Proops) que se encantou com a roupa de True, pois era uma das roupas que estava em seu projeto. Então Max contrata True para ser a vice-presidente da empresa, True aceita e chama sua melhor amiga Lulu Jonhson (Ashley Argota) para ser sua secretária. Lulu e Ryan fazem a maior a bagunça na empresa, fazendo True o alvo das criticas de Amanda (Danielle Bisutti) que tem inveja de True por suas ideias serem bem sucedidas. Mas no final Amanda sempre sai na pior. Enquanto True trabalha na MadStyle ela se apaixona por Jimmy Madigan (Robbie Amell), sobrinho de Max, ele é o entregador de cartas da empresa. Os dois tem uma queda um pelo outro, mas não admitem isso. O recepcionista da MadStyle, Oscar (Ron Butler) é exagerado nas suas piadas e sempre ajuda True, Lulu e Ryan a se livrar de confusões.

## Elenco e Personagens

### Principal
| Ator             | Personagem      | Temporada     | Temporada     | Temporada     |
| Ator             | Personagem      | 1.ª temporada | 2.ª temporada | 3.ª temporada |
| ---------------- | --------------- | ------------- | ------------- | ------------- |
| Keke Palmer      | True Jackson    | Regular       | Regular       | Regular       |
| Ashley Argota    | Lulu Johnson    | Regular       | Regular       | Regular       |
| Matt Shively     | Ryan Laserbeam  | Regular       | Regular       | Regular       |
| Danielle Bisutti | Amanda Cantwell | Regular       | Regular       | Regular       |
| Robbie Amell     | Jimmy Madigan   | Recorrente    | Regular       | Regular       |
| Ron Butler       | Oscar           | Recorrente    | Regular       | Regular       |
| Greg Proops      | Max Madigan     | Recorrente    | Recorrente    | Regular       |

### Personagens Recorrentes
- Dan Kopelman como Kopelman, um funcionário da Mad Style que mal fala e é freqüentemente ridicularizado por Max.
- Trevor Brown como Mikey J., namorado de Lulu
- Jordânia Monaghan como Kelsey, namorada (ou não) de Ryan
- Joy Osmanski como Srtª Park, professora de True
- Melanie Paxson como Doris Madigan, a esposa de Max Madigan e bibliotecária da escola de True
- Stephen Hibbert como Hibbert, um empregado da Mad Style
- Jo-Anne Krupa como Ella, contadora da Mad Style
- Taylor Parks como Shely, um dos amigos de True
- Vincent Ventresca como Sr. Jeff Jamerson, professor de ciências de True

### Participações Especiais
| - Natasha Bedingfield como Ela mesma - Justin Bieber como Ele mesmo - Jordan Black como tio Troy - Samantha Boscarino como Carla Gustav - Julie Bowen como Claire Underwood, uma assistente de Amanda - Yvette Nicole Brown como Coral Barns, uma assistente de Amanda - Care Bears on Fire como Elas mesmas - John Cena como Ele mesmo - Allie DeBerry como Cammy, amiga de Pinky - Fefe Dobson como Ela mesma - Julia Duffy como Ms. Watson - Stephen Dunham como Chad Brackett, ex-namorado de Amanda - Tiffany Espensen como Lulu jovem - Vivica A. Fox como mãe de True - Gage Golightly como Vanessa, uma fugitiva disfarçada como uma comissária de bordo - Rachael Harris como Kitty Monreaux, uma reporter - David Anthony Higgins como Dave, um assistente de Amanda - Laura Marano como Molly - Tom Wilson como Benjamin Franklin | - Victoria Justice como Vivian, uma modelo - Tyler James Williams como Justin Webber, um famoso rapper - Nathan Kress como Princípe Gabriel - Jennette McCurdy como Amanda "Pinky" Turzo, uma colega de classe - Tristin Mays como Hailey, uma líder de torcida - Arden Myrin como Jenna Lutrell, uma popular atriz de TV - Nick Palatas como Skeet - Janel Parrish como Kyla - Jack Plotnick as Matsor LaRue, o organizador do casamento de Max - Italia Ricci como Ela mesma, interpretar um personagem em um filme de ficção de John Cena - Raini Rodriguez como Nina - Travis Schuldt como Lance Whipple, um bibliotecário bonitão - Ryan Sheckler como Ele mesmo - Stefán Karl Stefánsson como Karl Gustav - Willow Smith com True jovem - Nicole Sullivan como Kreuftlva, uma cartomante - Leon Thomas III como Ele mesmo - Bobb'e J. Thompson como Nate |

## Episódios
| Temporada | Temporada | Episódios | Exibição Original      | Exibição Original     | Exibição no Brasil   | Exibição no Brasil    |
| Temporada | Temporada | Episódios | Estreia de temporada   | Final de temporada    | Estreia de temporada | Final de temporada    |
| --------- | --------- | --------- | ---------------------- | --------------------- | -------------------- | --------------------- |
|           | 1         | 26        | 8 de novembro de 2008  | 24 de outubro de 2009 | 3 de agosto de 2009  | 30 de outubro de 2010 |
|           | 2         | 20        | 14 de novembro de 2009 | 7 de agosto de 2010   | 23 de agosto de 2010 | 20 de janeiro de 2011 |
|           | 3         | 14        | 11 de setembro de 2010 | 20 de agosto de 2011  | 6 de junho de 2011   | 8 de dezembro de 2011 |

## Dublagem Brasileira
- A série foi dublada no estúdio DublaVídeo, em São Paulo.

| Personagem      | Dublador            |
| --------------- | ------------------- |
| True Jackson    | Fernanda Bullara    |
| Lulu Jonhson    | Priscila Concepción |
| Ryan Laserbeam  | Thiago Keplmair     |
| Amanda Camtwell | Eleonora Prado      |
| Jimmy Madigan   | Fábio Lucindo       |
| Max Madigan     | Armando Tiraboschi  |
| Oscar           | Fábio Moura         |
| Mike J.         | Yuri Chesman        |